# Tope Obadeyi
Temitope Ayoluwa Obadeyi, noto anche con lo pseudonimo di Tope (Birmingham, 29 ottobre 1989), è un calciatore inglese, centrocampista del Kidderminster.

## Caratteristiche tecniche
Ala mancina, è capace di disimpegnarsi anche nel ruolo di terzino sinistro. Abile in velocità e nel saltare l'uomo.

## Carriera

### Club
Ha giocato nella prima divisione inglese, in quella portoghese ed in quella scozzese, oltre che nella seconda divisione francese.

### Nazionale
Ha giocato nelle nazionali giovanili inglesi Under-19 ed Under-20.